# Maculonaclia matsobory
Maculonaclia matsobory är en fjärilsart som beskrevs av Griveaud 1966. Maculonaclia matsobory ingår i släktet Maculonaclia och familjen björnspinnare. Inga underarter finns listade i Catalogue of Life.